# Lampung (langue)
Le lampung pesisir (ou lampung api) est une langue austronésienne parlée en Indonésie, dans le Sud de l'île  de Sumatra. La langue appartient à la branche malayo-polynésienne des langues austronésiennes.

## Localisation géographique
Le lampung pesisir est parlé par les Lampung, dans les provinces de Lampung du Sud et de Benkulu.

## Classification
Le lampung pesisir fait partie des langues lampung qui sont un des sous-groupes du malayo-polynésien occidental. Walker considère le pesisir comme un dialecte. Il présente le lampung comme une langue et non comme un groupe de langues.

## Phonologie
Les tableaux présentent la phonologie du lampung pesisir de Way Lima.

### Voyelles
|         | Antérieure | Centrale | Postérieure |
| ------- | ---------- | -------- | ----------- |
| Fermée  | i [i]      |          | u [u]       |
| Moyenne | é [e]      | e [ə]    | o [o]       |
| Ouverte |            | a [a]    |             |

### Consonnes
|              |              | Bilabiales | Dentales | Dorsales | Dorsales | Glottales |
| ------------ | ------------ | ---------- | -------- | -------- | -------- | --------- |
| Palatales    | Vélaires     | Bilabiales | Dentales |          |          | Glottales |
| Occlusives   | Sourde       | p [p]      | t [t]    |          | k [k]    | q [ʔ]     |
| Occlusives   | Sonore       | b [b]      | d [d]    |          | g [g]    |           |
| Fricative    | Fricative    |            | s [s]    |          | x [x]    | h [h]     |
| Affriquée    | Sourde       |            |          | c [t͡ʃ]   |          |           |
| Affriquée    | Sonore       |            |          | j [d͡ʒ]   |          |           |
| Nasale       | Nasale       | m [m]      | n [n]    | ny [ɲ]   | ng [ŋ]   |           |
| liquide      | liquide      |            | l [l]    |          |          |           |
| roulée       | roulée       |            | r [r]    |          |          |           |
| Semi-voyelle | Semi-voyelle | w [w]      |          | y [j]    |          |           |

## Sources
- (en) Adelaar, Alexander, The Austronesian Languages of Asia and Madagascar: A Historical Perspective, The Austronesian Languages of Asia and Madagascar, pp. 1-42, Routledge Language Family Series, Londres, Routledge, 2005,  (ISBN 0-7007-1286-0)
- (en) Walker, Dale F., A Grammar of the Lampung Language: the Pesisir Dialect of Way Lima, NUSA Linguistic Studies in Indonesian and Languages of Indonesia, Volume 2, Jakarta, Badan Penyelenggara Seri NUSA, 1976.